# Eupithecia studiosa
Eupithecia studiosa là một loài bướm đêm trong họ Geometridae.